# André Lecomte du Noüy

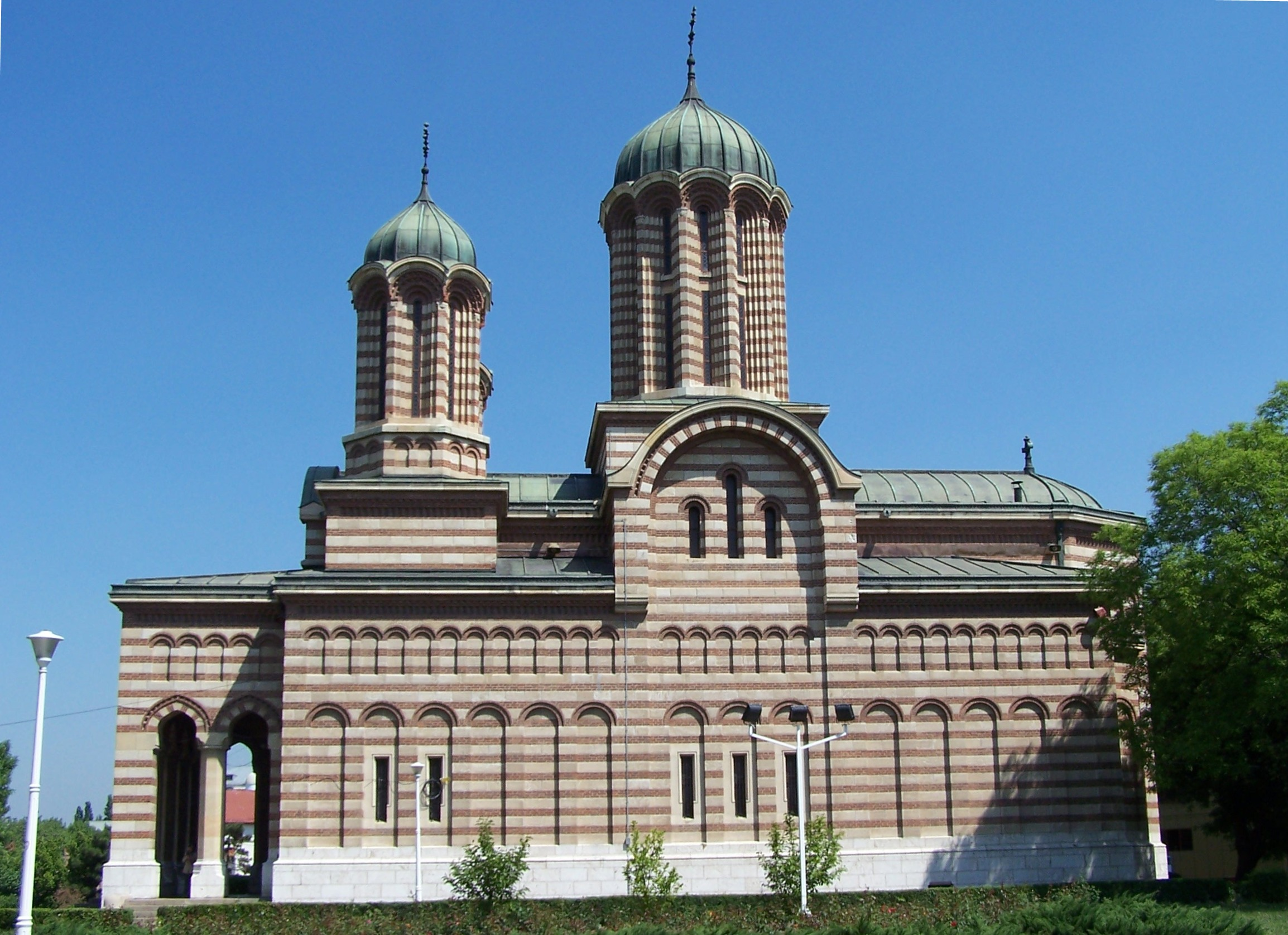
Biserica Sf. Dumitru din Craiova, rezidită din temelii de arhitectul francez André Lecomte du Noüy între anii 1889 - 1893

André Lecomte du Noüy (n. 7 septembrie 1844, Paris, Franța – d. 11 noiembrie 1914, Curtea de Argeș, Argeș, România) a fost un arhitect francez, restaurator și membru de onoare al Academiei Române (1887).

## Biografie
Emile André Lecomte du Noüy se trăgea dintr-o familie de nobili, originară din Piemont, stabilită în Franța în secolul al XIV-lea.
Discipol al lui Eugène Viollet-le-Duc, el a fost chemat de regele Carol I al României să restaureze o serie de monumente din România.
Unul din edificiile refăcute de André Lecomte du Noüy a fost biserica Biserica Trei Ierarhi din cadrul Mănăstirii Sfinții Trei Ierarhi din Iași, în perioada 1882-1890. Cu această ocazie, a modificat mult din vechea construcție (fresca interioară, turnul clopotniței, anexele), lăsând totuși neschimbate forma bisericii și motivele exterioare din piatră.
Între 1890 și 1904, André Lecomte du Noüy, a refăcut și cel mai vechi edificiu religios din Iași care s-a păstrat până astăzi, Biserica Sfântul Nicolae Domnesc din Iași, construită între 1491-1492 de Ștefan cel Mare.
Alte lucrări de renovare au fost biserica Mănăstirii Argeșului, Biserica Domnească „Sf. Nicolae domnesc” din Iași, Biserica Domnească „Sf. Dumitru” din Craiova și Mitropolia din Târgoviște.

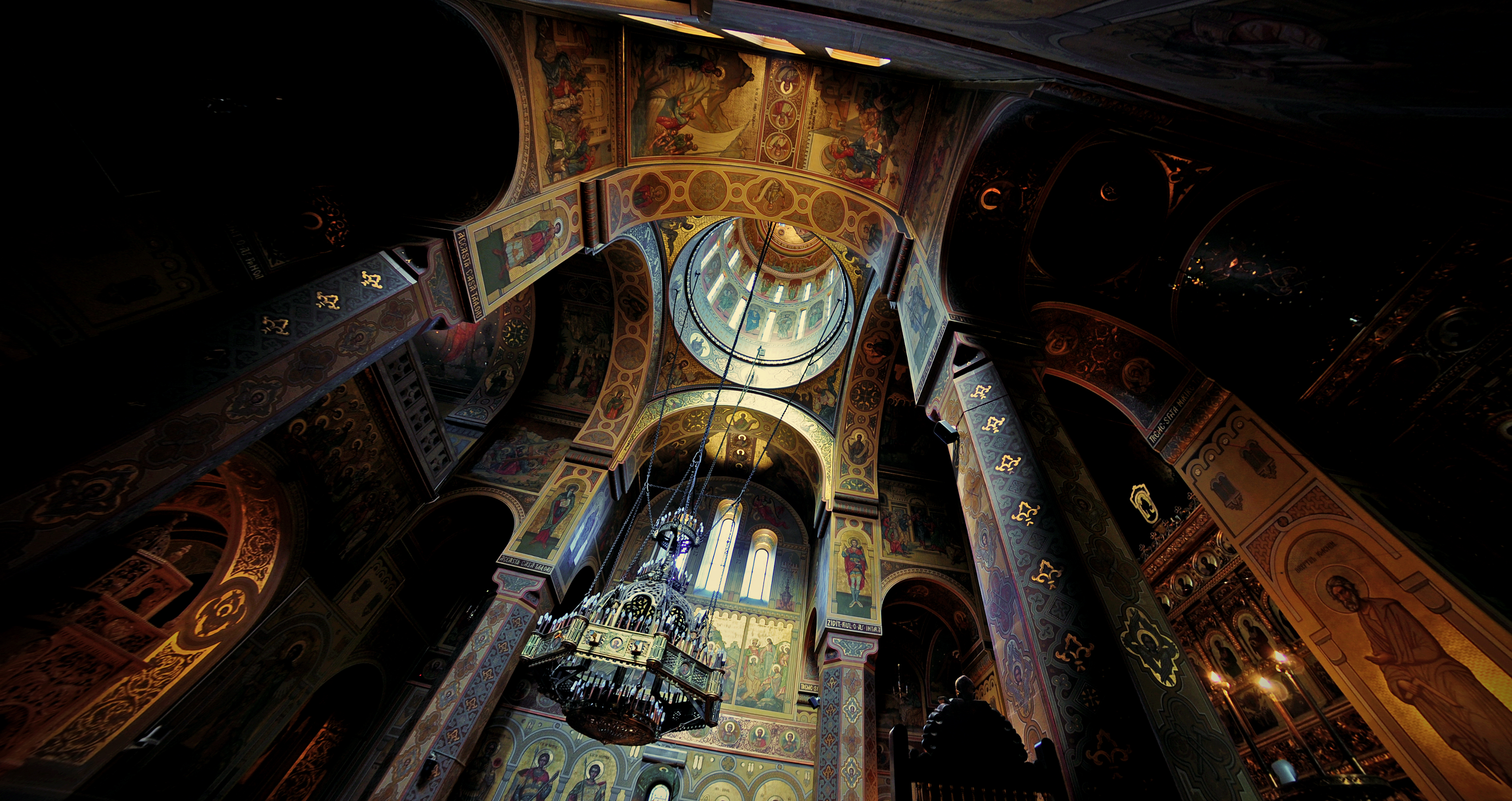
Mitropolia Veche a Țării Românești

Biserica Mitropoliei „Înălțarea Domnului” din Târgoviște a fost construită în perioada 1890-1923, în stil bizantin. Biserica a fost pictată în perioada 1930-1933.
Trei dintre aceste monumente, Mitropolia din Târgoviște, biserica Sf. Nicolae din Iași și Sf. Dumitru din Craiova, au fost dărâmate în întregime, André Lecomte du Noüy construind monumente noi, inspirându-se din formele vechi arhitectonice și din motivele lor decorative. Celelalte două monumente, biserica Biserica Trei Ierarhi și biserica Mănăstirii Argeșului, au suferit puține modificări de ordin arhitectural. Au fost înlăturate zidurile înconjurătoare și clopotnițele, acolo unde existau. Împodobirea tuturor celor cinci biserici a fost încredințată unor artiști străini, necunoscători buni ai artei bizantine tradiționale, care au făcut o pictură nouă.
Biserica „Sf. Haralambie” din Turnu Măgurele, bd. Republicii, nr 6, ridicată între anii 1901-1905, a fost construită după planul arhitectului francez André Lecomte du Noüy, fiind o copie a Catedralei Episcopale de la Curtea de Argeș.

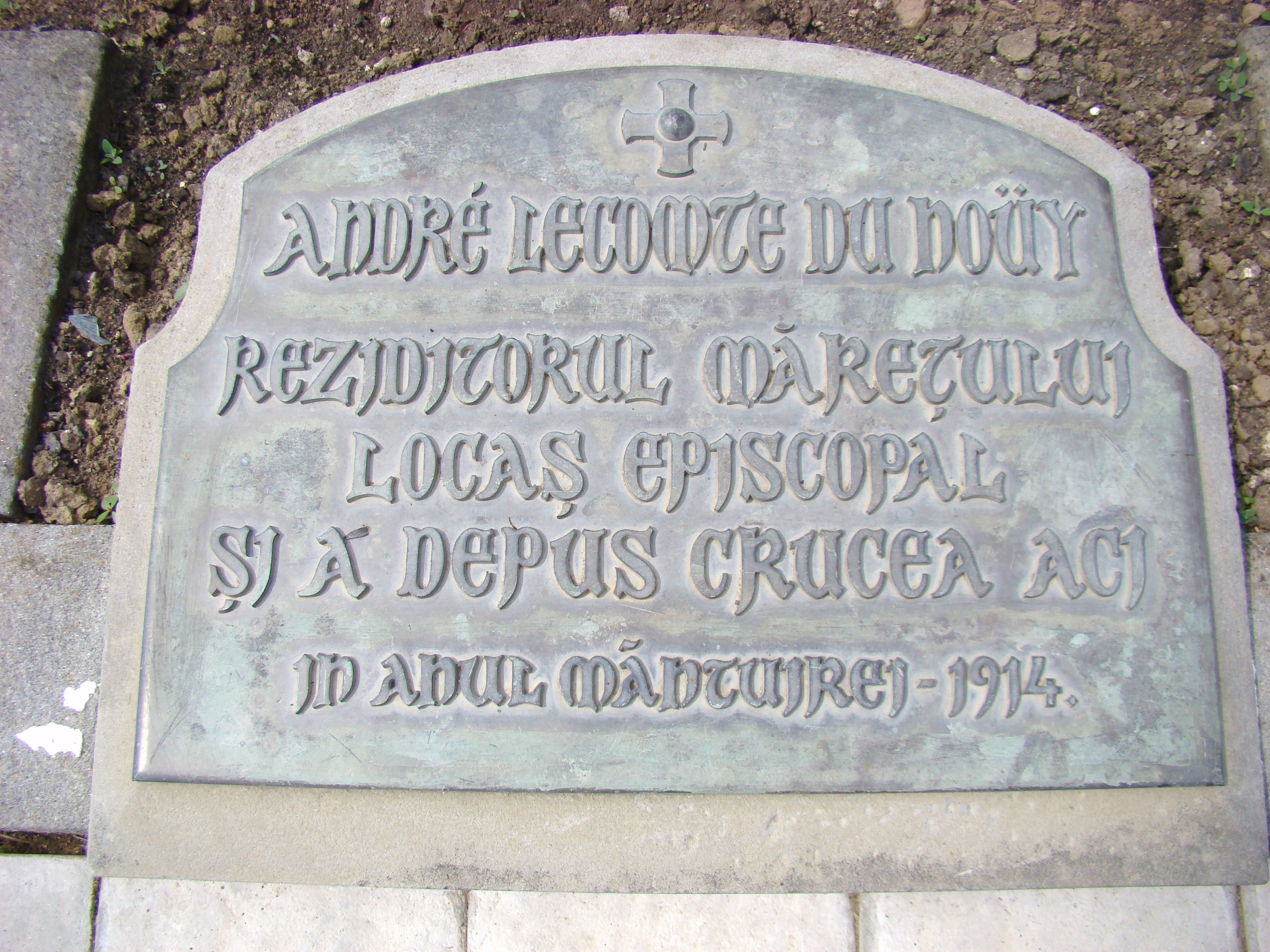
Placa funerară de pe mormântul arhitectului Emile André Lecomte du Noüy din cimitirul bisericii "Sf. Voievozi" - Flămânzești din Curtea de Argeș

André Lecomte du Noüy a vrut să restaureze și Biserica Domnească din Curtea de Argeș, grav deteriorată, demolând-o și reconstruind-o. Locuitorii orașului au contribuit la strângerea unei sume de bani pentru începerea lucrărilor de salvare a bisericii. În final, biserica a fost restaurată după planurile arhitectului român Grigore Cerchez, care a salvat-o de la demolare. Pictura a fost și ea restaurată de pictorul Norocea, I. Mihail și Teodorescu. Au fost scoase la lumină frescele de secol XIV, care fuseseră acoperite cu două sau chiar trei straturi de zugrăveli noi. Cu această ocazie, a fost descoperită la baza turlei semnătura zugravului Pantelimon datând din 1827.
Pentru construcția bisericii Domnița Bălașa din București, care a durat din 1881 până în 1885, planurile de arhitectură au fost întocmite de Alexandru Hristea Orăscu împreună cu Carol Benesch și Hartman și au fost avizate de André Lecomte du Noüy, care în acea perioadă se ocupa de restaurarea bisericii episcopale de la Curtea de Argeș.
Între 1890 – 1914, Castelul Peleș a trecut printr-o etapă de ample transformări, la care a contribuit și André Lecomte du Noüy.
La Ștefănești, Argeș, localitate denumită în trecut Florica, familia Brătianu avea o moșie. Familia Brătianu i-a comandat, în 1898, lui Emile André Lecomte du Noüy să construiască aici o biserică, cu hramul „Nașterea Sfântului Ioan Botezătorul”, biserică devenită necropolă de familie.
Mormântul arhitectului Emile André Lecomte du Noüy este declarat monument istoric, fiind înregistrat cu cod LMI AG-IV-m-B-13944. Se află în Curtea de Argeș, Str. Eroilor 36, în curtea bisericii Flămânzești.